# Taifa de Badajoz
La taifa de Badajoz fue una de las distintas taifas de al-Ándalus que surgieron en diversos momentos de la historia andalusí, cuya capital fue la ciudad de Badajoz (en árabe andalusí: Baṭalyaws بطليوس). 
Aunque sus antecedentes como territorio independiente los encontramos con la dinastía marwánida (875-930), tras la fragmentación del califato de Córdoba en taifas a comienzos de siglo XI, Badajoz se convierte en una de las más extensa y relevantes de la península ibérica, hasta que fue invadida por los almorávides. A mediados del siglo XII, con la descomposición del poder almorávide, surgió otra taifa en Badajoz, que fue anexionada al nuevo poder almohade.
Tras la derrota en la batalla de Las Navas de Tolosa  (1212), la taifa de Badajoz, nuevamente independiente, continuó destacando como una de las más importantes, aunque sin el peso de antes, hasta que fue conquistada por Alfonso IX de León en 1230.

## Antecedentes como primer reino independiente
Con anterioridad a la conocida fragmentación del Califato de Córdoba en taifas, hubo algunas entidades que se constituyeron como independientes, entre las que se encuentra Badajoz, que se desarrolló como reino independiente bajo los Banu Marwan (875-930).
Tras la ocupación y repoblación de Badajoz (855-875) por Ibn Marwan, en la que se comportó como caudillo de un reino autónomo cada vez más fuerte y extenso, se sentaron las bases que continuarán sus sucesores. 
En el año 885 las relaciones entre el Estado centralizado en Córdoba y el "Señorío" de Badajoz se estabilizan, alcanzando la paz con Mohamed I, lo que supone el reconocimiento del poder marwánida independiente en Badajoz.
Le sucedió su hijo Ibn Zaid Marwan, al que siguió su nieto Abdalá ben Mohamed. Y finalmente con el bisnieto de Ibn Marwan, Abderramán Abdalá, que detentaba el poder cuando Abderramán III  conquista Badajoz y la integra en el Califato de Córdoba en el año 930, poniendo fin a la hegemonía de la dinastía marwánida de Badajoz. Como castigo, la cerca defensiva que rodeaba Badajoz fue derribada para asegurar la sumisión de toda la ciudad.

## Primera taifa
La primera taifa de Badajoz propiamente dicha, según las periodizaciones y convencionalismos historiográficos, o segundo reino, se creó tras la desintegración del Califato de Córdoba, por el liberto Sabur (de nombre completo Abu Muhámmad Abdallah ben Muhámmad el-Sapur al-Saqlabi) 1013-1022, de etnia eslava y antiguo esclavo o cliente de Alhaken II. La taifa dominó gran parte de la antigua Lusitania e incluía Mérida, Lisboa, Elvas y Marvão.

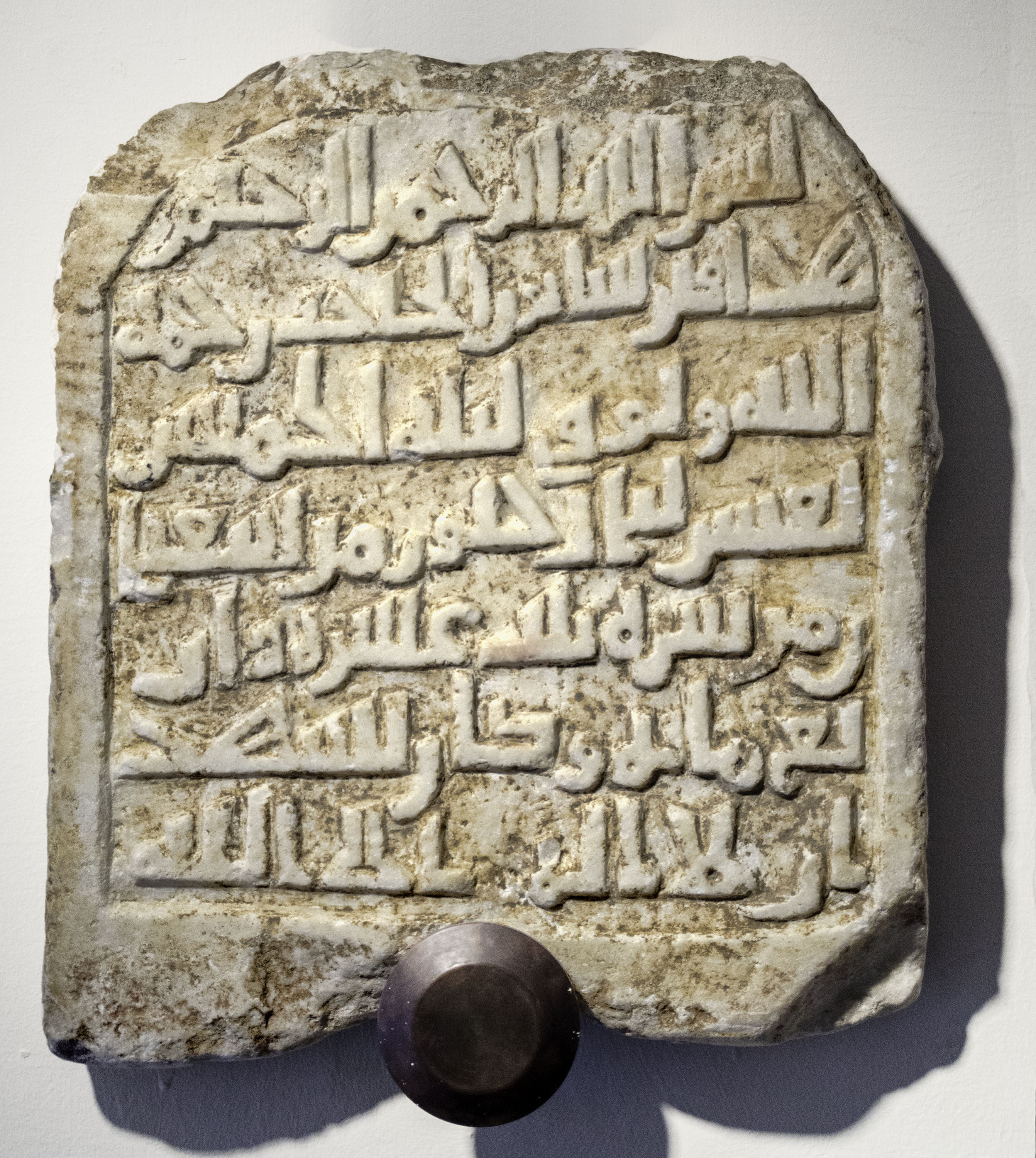
Lápida de Sabur, conservada en el Museo Arqueológico Provincial de Badajoz.

- Sabur (Abu Muhámmad Abdallah ben Muhámmad el-Sapur al-Saqlabi): 1009-1022. Fue un eslavo (saqaliba) liberto de Almanzor, que se proclamó háyib (chambelán) en la Marca Inferior y decidió ejercer el poder de una forma autónoma con respecto a Córdoba. Una de sus medidas fue poner su capital en Badajoz. Sus apoyos debieron ser los notables locales, ya que entre ellos escogió como visir a Abd Allah ben Maslama ben al-Aftas, perteneciente a una familia bereber de la tribu de los Miknasa llegada con los conquistadores en el siglo VIII, y por tanto muy arabizada. Cuando Sabur murió en 1022, le sucedió su visir, Abdallah ibn al-Aftas, bereber de origen andalusí, que no respetó la sucesión de Sabur. Los hijos de Sabur huyeron a Lisboa, donde se hicieron fuertes creando la taifa de Lisboa, que cayó al poco tiempo al ser reconquistada por la de Badajoz. Abdallah creó su propia dinastía, la dinastía Banu-l-Aftas o aftasí (aftasíes), sucediéndole hasta cuatro de sus miembros, durante la cual Badajoz controló grandes extensiones del oeste de las actuales España y Portugal.

Reinos de taifas hacia 1037

- Abd Allah ibn al-Aftas: 1022-1045 (dinastía aftasí). Tomó el título honorífico de al-Mansur (Almanzor I) con la pretensión de parecer cercano a la etnia árabe, ya que él era bereber. Durante su reinado estallaron las hostilidades con la taifa de Sevilla, que quería apoderarse de la ciudad de Beja. Abd Allah se adelantó enviando a su hijo Muhámmad para que la defendiera. Los sevillanos, apoyados por la taifa de Carmona, acudieron e iniciaron un asedio. A pesar de que fueron ayudados por la taifa de Mértola, la taifa de Badajoz perdió la plaza, sus habitantes fueron masacrados y Muhámmad fue hecho prisionero y llevado a Carmona. En 1030, gracias a unas negociaciones, fue liberado. En ese mismo año, Abd Allah reforzó las murallas de Badajoz. 

Entre los años 1027 y 1034, Almanzor I perdió el poder de la taifa, que pasó a manos de la taifa de Sevilla; en el año 1034 restaura su poder y gobierna por segunda vez. Entre 1013 y 1022, durante el periodo taifa, Lisboa perteneció a la taifa de Badajoz, mientras, se mantuvo bajo el poder de Sabur al-Saqlabi, un saqaliba, antiguo súbdito de al-Hakam II, y posteriormente sería recuperada.
- Muhámad al-Muzáffar: 1045-1067 (Modáfar I de Badajoz) (dinastía aftasí). Sucedió a su padre Abd Allah y tomó el título honorífico de al-Muzáffar (el Triunfador). Fue un hombre culto que llegó a componer una gran enciclopedia (la mayor del mundo árabe hasta entonces conocida), hoy perdida, sobre diferentes materias y a la que llamó al-Muzaffarí. Al principio de su reinado se defendió con eficacia de los ataques del régulo al-Mamun de Toledo por las disputas de carácter fronterizo. La ocupación de la taifa de Mértola por al-Mutádid y su ataque a la de Niebla hicieron que las taifas de Badajoz, Carmona, Málaga, Algeciras y Granada organizaran una coalición para oponerse a la expansión de Sevilla. Durante varios años se desarrolló una cruenta guerra en la que el reino de Badajoz llevó la peor parte. En ella, al-Muzáffar sufrió una grave derrota cerca de Évora en 1050. Entre 1057 y 1058 Fernando I de León asedió Santarén y Coímbra y conquistó, entre otras, las plazas de Lamego y Viseo. Para conseguir la paz, al-Muzáffar tuvo que pagar parias por valor de cinco mil dinares anuales. A su muerte le sucedería su hijo.
- Yahya al-Mansur: 1067-1072 (Almanzor II de Badajoz) (dinastía aftasí). Tomó el título honorífico de al-Mansur. Tenía un hermano menor llamado Úmar ben Muhámmad, gobernador de Évora por disposición de su padre, que le disputó la sucesión del reino.[4] El desencuentro los llevó a hacerse la guerra que desoló la taifa. La situación fue aprovechada por Fernando I, que pidió un aumento[5] de las parias bajo la amenaza de aliarse con su rival. El rechazo de la demanda llevó al leonés a atacar las fronteras y amenazar la propia ciudad de Badajoz. Gracias al apoyo de las taifas vecinas (Yahya encontró la ayuda de Toledo y Úmar la de Sevilla),[6] se consiguió, tras una serie de enfrentamientos y treguas que debilitaron aún más al reino de Badajoz, que los hermanos convinieran en que Yahya dominaría en Badajoz con supremacía sólo nominal sobre Úmar y este seguiría en Évora.

Los reinos de Taifas hacia 1080, cuando se inicia la anexión de la Taifa de Toledo.

- Ómar al-Mutawákkil:[7] 1072-1094 (dinastía aftasí). Accedió al trono de Badajoz tras la muerte de su hermano Yahya al-Mansur en 1072.[6] Tomó el título de al-Mutawákkil. Era un hombre culto con grandes dotes para la poesía. En 1079 perdió la importante ciudad estratégica de Coria, pero se anexionó la taifa de Toledo[8] (1080-1081) para intentar hacer frente de forma organizada a Alfonso VI de León.[6] Ante la toma de Toledo por Alfonso VI en 1085[8] y su presión sobre los reinos de taifas, en particular el de Badajoz, al-Mutawákkil intentó reconciliar a los demás reinos para oponerse al leonés.[9] Una de las medidas que adoptó al-Mutáwakkil, junto con al-Mutámid de Sevilla, fue la de enviar embajadores al norte de África para solicitar la ayuda del emir almorávide Yúsuf ben Tasufín.[10] Este aceptó y cruzó el Estrecho de Gibraltar con su ejército para defender a las taifas.[10] Su primer objetivo fue la defensa del reino de Badajoz, que era el que estaba más expuesto a las tropas cristianas. En octubre de 1086, estas se enfrentaron al ejército almorávide apoyado por los de las taifas y vencieron a Alfonso VI en la batalla de Sagrajas, a unos cuatro kilómetros de Badajoz.[11] Finalmente Yúsuf se apoderó de las taifas y Úmar, temeroso de correr la misma suerte, ayudando incluso a la conquista de la taifa de Sevilla, negoció con Alfonso VI la entrega de las ciudades de Santarém, Lisboa y Sintra por ayudarlo contra los almorávides.[12] En 1094, los almorávides invadieron el reino de Badajoz mientras al-Mutawákkil se refugiaba con sus hijos en la alcazaba.[13] Allí resistieron hasta que fueron vencidos y ejecutados.[14]
- Úmar ibn Muhámmad al-Mutawákkil (dinastía aftasí): 1094-1095. Con el nombre de Almanzor III, consiguió huir a Montánchez, donde resistió muy poco más en esa plaza, hasta que se entregó a Alfonso VI.[15]

Tras la invasión almorávide, desaparecería la primera taifa de Badajoz.

## Segunda taifa
En 1144, los almorávides son atacados en su propia tierra, actual Marruecos, y tienen que replegarse. En la zona occidental de la península ibérica se produce la revuelta del sufí Abu-l-Qásim ben Husáyn ben Qasi en Mértola. Asimismo Sidray ibn Wazir se sublevó en Beja y reconoció a Ben Qasi. En 1145, Sidray conquistó Badajoz y dejó de reconocer a Ben Qasi.
- Sidray ibn Wazir (1145-1146)
- Muhámmad ben Ali ben al-Hachcham (1146-1150)

Este periodo terminaría con el advenimiento al poder de los almohades cuando anexionan la taifa en 1150.

## Tercera taifa
Tras la derrota en la batalla de las Navas de Tolosa (1212) el poder almohade en la península quedó muy debilitado y su dominio pasó a ser puramente teórico, proliferando nuevas taifas que se declararían independientes. En esta situación, la taifa de Badajoz, nuevamente independiente, continuó destacando como una de las más importantes, aunque ya sin la pujanza de antes, hasta la conquista y anexión del reino por Alfonso IX de León, entrando en la ciudad de Badajoz en abril de 1230.